# Auguste Hervieu

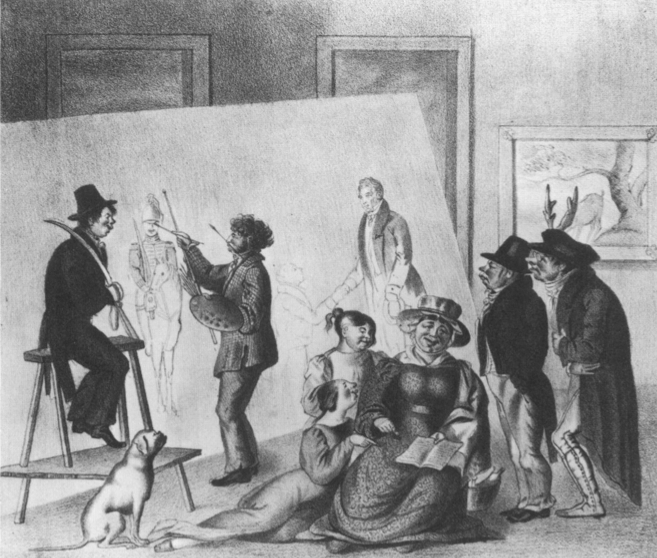
The Trollope Family – Karikatur: Frances Trollope, im Vordergrund ihren Töchtern aus einem Buch vorlesend, dahinter der Maler Auguste Hervieu, wie ihm Trollopes Sohn auf einem Schemel für eine Reiterdarstellung Modell sitzt – Lithografie von David Claypoole Johnston, 1832

Auguste Jean Jacques Hervieu (* 1794 in Saint-Germain-en-Laye; † 1858) war ein französischer Historien-, Porträt- und Genremaler sowie Illustrator.

## Leben
Hervieu war Sohn eines Hauptmanns der französischen Armee. Am 3. Februar 1817 immatrikulierte er sich an der École des Beaux-Arts in Paris. Dort studierte er bei Anne-Louis Girodet-Trioson und Antoine-Jean Gros. Wegen politischer Aktivitäten gegen Ludwig XVIII. musste er 1823 emigrieren. Er zog nach England und wurde ein Freund im Hause des Rechtsanwalts Thomas Anthony Trollope (1774–1835). Über dessen Familie machte er Bekanntschaft mit dem Maler Thomas Lawrence.

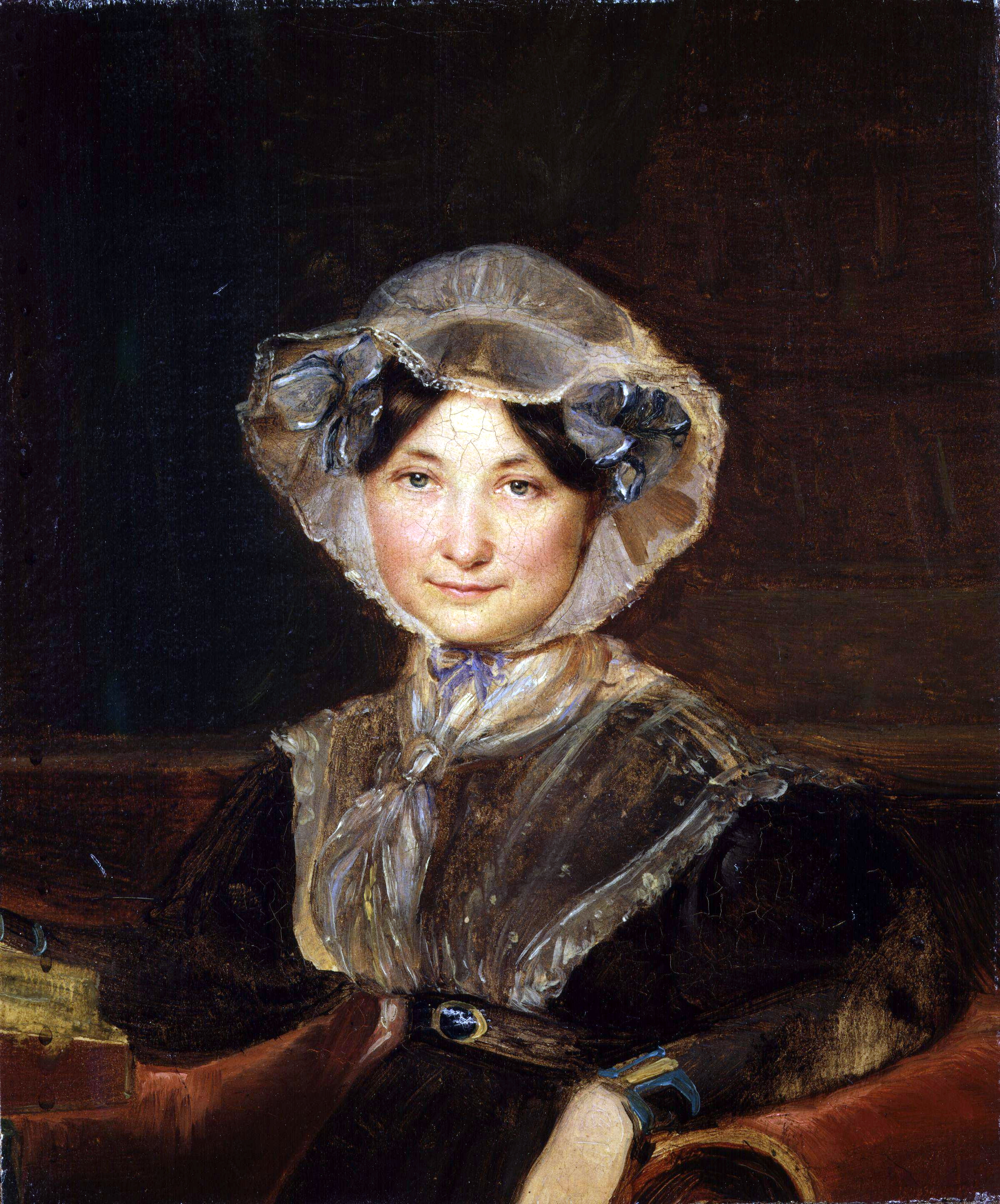
Frances Trollope, um 1832 gemalt von Hervieu, National Portrait Gallery London

Trollopes Ehefrau Frances und deren Kinder (so auch Anthony Trollope), die er in Französisch und im Zeichnen unterwies, begleitete er 1827 auf einer Reise in die Vereinigten Staaten. Nach Aufenthalten in Nashoba und Memphis, Tennessee, kamen sie im Februar 1828 nach Cincinnati, Ohio. Dort bot ihm der Maler Frederick Eckstein an, als Lehrer an der gerade gegründeten Cincinnati Academy of Fine Arts zu arbeiten. Nach Meinungsverschiedenheiten mit Eckstein verließ er das Kollegium der Akademie bereits nach einer Woche. Danach arbeitete er an einem Gemälde über Lafayettes Besuch in Cincinnati 1825 (vgl. Bild in der Karikatur von David Claypoole Johnston). Außerdem erledigte er eine Reihe von Porträtaufträgen. 1828 beteiligte er sich mit Frances Trollope und Hiram Powers an der Entwicklung von szenischen Darstellungen in Joseph Dorfeuilles Western Museum, unter anderem an der Inszenierung eines Pandämoniums nach Dantes Inferno. Frances Trollope begann im selben Jahr unter der Firma Cincinnati Bazaar ein Geschäftslokal mit Gaststätte und Wohnatelier für Schriftsteller und Maler zu gründen. Dort stellte auch Hervieu einige Bilder aus, ehe das Projekt im Jahr 1830 mit einem finanziellen Verlust beendet wurde.
Nachdem er mit Frances Trollope und ihren Kindern 1831 nach England zurückgekehrt war, schuf er die Illustrationen zu Frances Trollopes Reisebericht Domestic Manners of the Americans (1832). Auch auf weiteren Reisen in Kontinentaleuropa begleitete er sie. Szenen, die er dabei in Skizzen festhielt, dienten zur Illustration der Reiseberichte, die Frances Trollope danach veröffentlichte. Ferner illustrierte er ihre Schrift The Life and Adventures of Michael Armstrong, the Factory Boy (1840), die nach gemeinsamen Recherchen in Manchester entstanden war. Über sein weiteres Leben ist wenig bekannt. Zuletzt ist er als Teilnehmer einer Ausstellung der Royal Academy of Arts im Jahr 1858 greifbar. Möglicherweise ist Hervieu darüber hinaus jener A. Hervieu, der den Roman The Broad Arrow (1859) der englischen Schriftstellerin Caroline Leakey (1827–1881) illustrierte.